# 市原晃
市原 晃（いちはら あきら、1914年1月1日 - 2004年7月22日 ）は、日本の経営者。三越社長、会長を務めた。

## 来歴・人物
東京都出身。1937年に慶應義塾大学経済学部を卒業し、同年に三越に入社。1965年4月に取締役に就任し、常務を経て、1982年9月に社長に就任。社長在任時には、三越事件で混乱していた三越の経営を立て直し、経営理念に「商いと始末」を掲げ、「仕入れの神様」とも呼ばれていた。1986年5月に会長に就任し、1995年5月から相談役を務めた。
1986年5月から1990年5月までに日本百貨店協会会長を務めた。
1991年4月に勲二等瑞宝章を受章。
2004年7月22日肺炎により、死去。90歳没。